# Musca moneta
Musca moneta är en tvåvingeart som först beskrevs av Walker 1849.  Musca moneta ingår i släktet Musca och familjen köttflugor.
Artens utbredningsområde är Frankrike. Inga underarter finns listade i Catalogue of Life.